# اسلام پور، سوات
اسلام پور (به انگلیسی: Islampur) یک منطقهٔ مسکونی در پاکستان است که در خیبر پختونخوا واقع شده‌است. اسلام پور ۲۰٬۰۰۰ نفر جمعیت دارد.